# Torymus hirsutus
Torymus hirsutus är en stekelart som först beskrevs av Huber 1927.  Torymus hirsutus ingår i släktet Torymus och familjen gallglanssteklar. Inga underarter finns listade i Catalogue of Life.